# 정호 (1648년)
정호(鄭澔, 1648년 ~ 1737년)는 조선의 문신이다. 자는 중순(仲淳), 호는 장암(丈巖), 시호는 문경(文敬), 본관은 연일이다. 정철의 현손이며 송시열의 제자이다. 숙종 때 문과에 급제하여 검열·정언 등을 지내다가, 1689년 기사환국으로 파직되었다. 1694년 갑술옥사로 서인이 기용될 때 풀려나와 지평·교리 등을 지냈다. 1721년 경종 때 실록청 총재로서 <숙종실록>의 편찬에 참여하였으나, 신임사화로 파직되어 강진에 유배되었다. 1725년 영조 때 노론의 재집권으로 풀려나와 영의정에 이르렀다. 문장과 글씨·시에 모두 능하였다. 저서로 <장암집>이 있으며, 편서로 <문의통고>가 있다.

## 생애
숙종 후반기에 문과에 급제해서, 검열, 정언을 거쳐 경성판관이 되지만 기사환국으로 파직된다. 그러나 갑술환국으로 사헌부지평으로 복직해서, 수찬과 부교리, 정언과 부수찬, 교리, 시독관을 거쳐 다시 교리를 하다가 의성현령으로 외직에 나가있다가 수찬, 집의, 보덕, 사간을 거쳐 다시 외직으로 나가 동래부사와 광주부윤을 거쳐 승지가 되고 대사성, 이조참의, 부제학을 하다가 함경도관찰사, 홍문관부제학을 거쳐 도승지, 부제학, 대사간, 대사헌을 거쳐 감시관이 되고, 60대 이후 뒤늦은 나이에 성균관대사성, 홍문관부제학, 예조참의를 거쳐 경기도관찰사와 부제학을 거쳐 예조참판, 사헌부대사헌, 이조참판을 거쳐 70대에 이조판서, 사헌부대사헌, 예조판서, 공조판서, 한성부판윤, 예문관제학, 좌참찬을 지내지만, 신임옥사로 파직된다. 이후 영조 때 예조판서로 복직되고, 우의정과 좌의정을 거쳐 영의정이 된다. 그러나 정미환국 이후 파직되지만, 이후 다시 등용되어 영중추부사가 된다.

## 가계
- 그의 딸이 효종의 부마 청평도위 심익현(靑平都尉 沈翼顯)의 손자이며 한성부 우윤 심정보(沈廷輔)의 아들인 심사유(沈師遊)와 혼인한다.
- 그의 손녀는 심정보(沈廷輔)의 사촌 심정규(沈廷揆)의 손자 심항진(沈恒鎭)과 혼인한다.

## 사후
묘소는 충청북도 괴산군 불정면 지장리 산 100에 있다. 봉분 앞에는 상석(床石), 묘비, 망주석(望柱石) 등이 있으나 전체규모는 그리 크지 않다. 충주의 누암서원(樓巖書院)에 배향되었고, 부조묘(不轅廟)는 충주시 가금면 창동에 있다.